# Белчуджеле
Белчуджеле (рум. Belciugele) — село у повіті Вранча в Румунії. Входить до складу комуни Мейкенешть.
Село розташоване на відстані 161 км на північний схід від Бухареста, 31 км на південний схід від Фокшан, 43 км на захід від Галаца, 146 км на схід від Брашова.

## Населення
За даними перепису населення 2002 року у селі проживали 397 осіб, усі — румуни. Усі жителі села рідною мовою назвали румунську.